# ایچیک جولا
ایچیک جولا (به اسپانیایی: Ichic Jeulla) یک کوه در پرو است که در Peru, Ancash Region واقع شده‌است. ایچیک جولا ۵٬۰۹۱ متر بالاتر از سطح دریا واقع شده‌است.